# La Ferroviaria
La Ferroviaria ist ein Stadtteil von Quito und eine Parroquia urbana in der Verwaltungszone Eloy Alfaro im Kanton Quito der ecuadorianischen Provinz Pichincha. Die Fläche beträgt etwa 642 ha. Die Einwohnerzahl lag im Jahr 2019 bei 79.549.

## Lage
Die Parroquia La Ferroviaria liegt südostzentral in Quito 4,5 km südlich vom Stadtzentrum auf einer Höhe von etwa 3000 m. Die Avenida Pedro Vicente Maldonado (Fernstraße 28A) begrenzt das Gebiet im Westen. Entlang der nördlichen Verwaltungsgrenze verläuft die Avenida Paredes de Alfaro. Die Avenida Simón Bolívar durchquert den äußersten Osten der Parroquia. Im äußersten Süden der Parroquia befindet sich die militärische Anlage Eplicachima der Primera División del Ejército Shyris.
Die Parroquia La Ferroviaria grenzt im Osten an die Parroquia rural Conocoto, im Süden an die Parroquia La Argelia, im Westen an die Parroquia San Bartolo, im Nordwesten an die Parroquia Chimbacalle sowie im Nordosten an die Parroquia Puengasí.

## Barrios
Die Parroquia La Ferroviaria ist in folgende Barrios gegliedert:
- Chaguarquingo
- Chiriyacu (nur der obere Teil)
- Doscientas Casas
- El Recreo
- Ferroviaria (Media y Alta)
- Forestal Alta
- Media Luna
- San Patricio de Puengasí